# Cargolet de doble ratlla
El cargolet de doble ratlla (Microcerculus bambla) és un ocell de la família dels troglodítids (Troglodytidae).

## Hàbitat i distribució
Habita el sotabosc de la selva pluvial de les terres baixes per l'est dels Andes al sud de Veneçuela, Guaiana, est de l'Equador, est del Perú i Brasil amazònic al nord del riu Amazones, des del Rio Negro cap a l'est fins Amapá i Pará.